# Turki bin Mohammed bin Fahd Al Saud

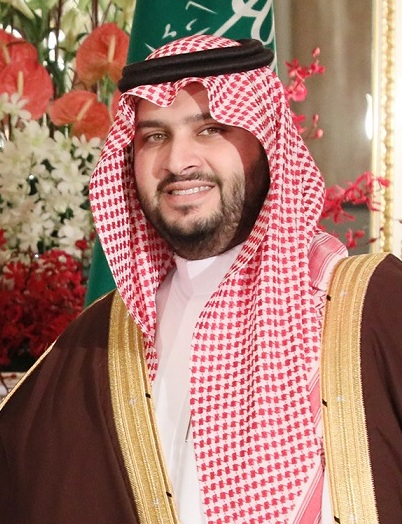
Turki bin Mohammed (2019)

Prinz Turki bin Mohammed bin Fahd bin Abdulaziz Al Saud (arabisch تركي بن محمد بن فهد بن عبد العزيز آل سعود, DMG Turkī b. Muḥammad b. Fahd b. ʿAbd al-ʿAzīz Āl Saʿūd, auch Turki bin Mohammed Al Saud; * 5. Oktober 1979 in Riad) ist ein saudi-arabischer Politiker und Mitglied des Hauses Saud. Seit September 2022 ist er Staatsminister. Er ist ein Urenkel Ibn Sauds.

## Leben
Turki wurde 1979 als Sohn von Mohammed bin Fahd und dessen Cousine Jawaher bint Naif geboren. Sein Großvater väterlicherseits war König Fahd und sein mütterlicher Großvater war der verstorbene Kronprinz Naif. Fahd und Naif gehörten zu den einflussreichen Vollbrüdern der Sudairi-Sieben. Der Staatsgründer Ibn Saud ist Turkis Urgroßvater. 
Er ist Vorsitzender der "Taalem Educational Services Company" und Vize-Vorsitzender der von seinem Vater gegründeten Mohammed-bin-Fahd-Universität. 
Seit 2017 ist er Berater am Königshof.

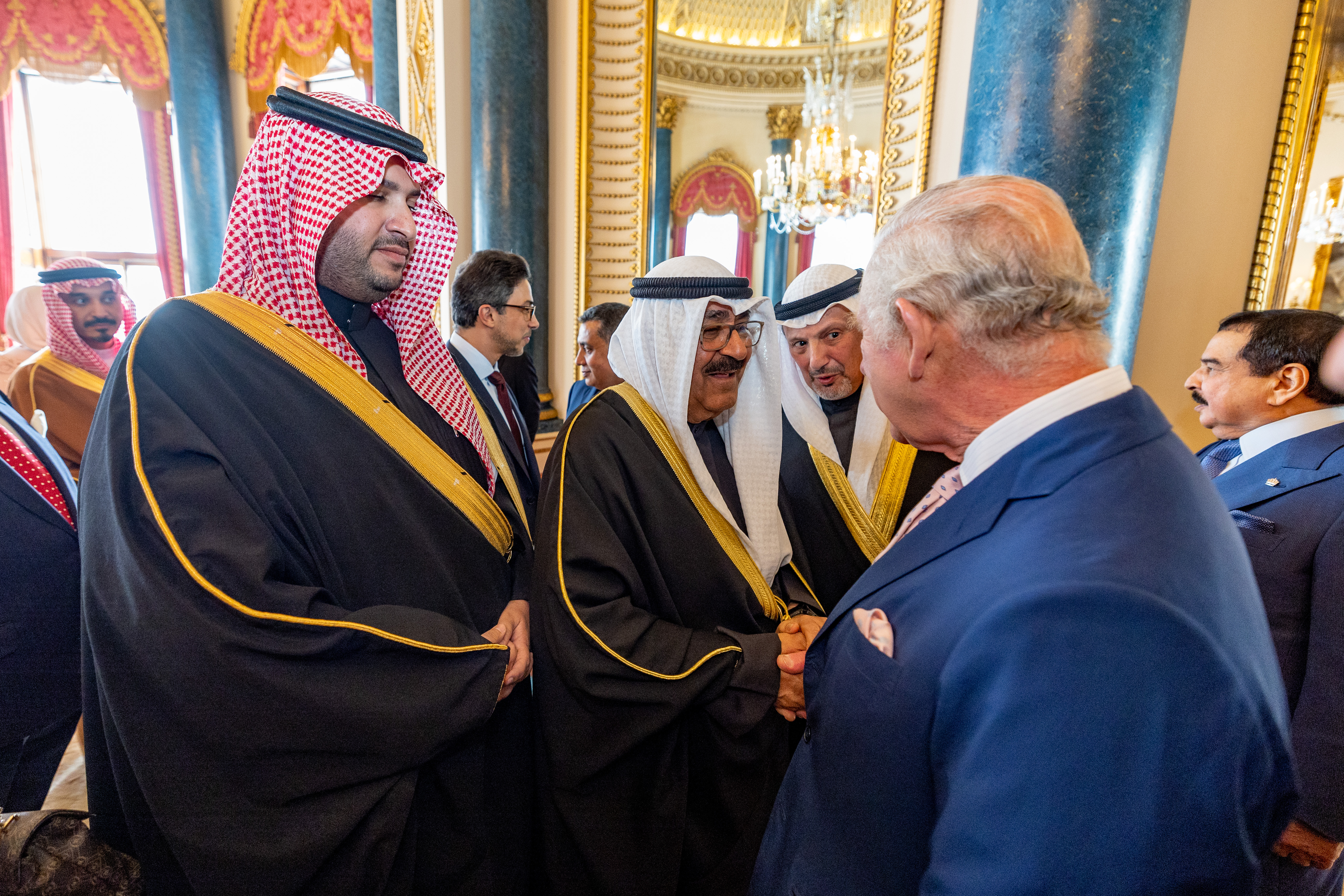
Turki bin Mohammed (links vorne) und König Charles III (rechts vorne) bei einem Empfang im Buckingham Palace. (2023)

Im September 2022 wurde er von Mohammed bin Salman zum Staatsminister ernannt.

## Familie
Turki ist mit al-Jawhara bint Mohammed bin Saad bin Saud bin Abdul Rahman Al Saud, verheiratet und Vater von zwei Söhnen und vier Töchtern.

## Vorfahren
| Ahnentafel Prinz Turki | Ahnentafel Prinz Turki              | Ahnentafel Prinz Turki                | Ahnentafel Prinz Turki              | Ahnentafel Prinz Turki              | Ahnentafel Prinz Turki               | Ahnentafel Prinz Turki                | Ahnentafel Prinz Turki               | Ahnentafel Prinz Turki               |
| ---------------------- | ----------------------------------- | ------------------------------------- | ----------------------------------- | ----------------------------------- | ------------------------------------ | ------------------------------------- | ------------------------------------ | ------------------------------------ |
| Ururgroßeltern         | Emir Abdul Rahman ⚭ Sara Al Sudairi | Ahmed Al Sudairi ⚭ Sharifa Al Suwaidi | Emir Abdul Rahman ⚭ ?               | ? ⚭ ?                               | Emir Abdul Rahman ⚭ Sara Al Sudairi  | Ahmed Al Sudairi ⚭ Sharifa Al Suwaidi | ? ⚭ ?                                | ? ⚭ ?                                |
| Urgroßeltern           | König Abdulaziz ⚭ Hussa Al Sudairi  | König Abdulaziz ⚭ Hussa Al Sudairi    | Prinz Abdullah ⚭ ?                  | Prinz Abdullah ⚭ ?                  | König Abdulaziz ⚭ Hussa Al Sudairi   | König Abdulaziz ⚭ Hussa Al Sudairi    | ? ⚭ ?                                | ? ⚭ ?                                |
| Großeltern             | König Fahd ⚭ Prinzessin Jawza       | König Fahd ⚭ Prinzessin Jawza         | König Fahd ⚭ Prinzessin Jawza       | König Fahd ⚭ Prinzessin Jawza       | Prinz Naif ⚭ Nura Al Faraj Al Subaie | Prinz Naif ⚭ Nura Al Faraj Al Subaie  | Prinz Naif ⚭ Nura Al Faraj Al Subaie | Prinz Naif ⚭ Nura Al Faraj Al Subaie |
| Eltern                 | Prinz Mohammed ⚭ Prinzessin Jawahir | Prinz Mohammed ⚭ Prinzessin Jawahir   | Prinz Mohammed ⚭ Prinzessin Jawahir | Prinz Mohammed ⚭ Prinzessin Jawahir | Prinz Mohammed ⚭ Prinzessin Jawahir  | Prinz Mohammed ⚭ Prinzessin Jawahir   | Prinz Mohammed ⚭ Prinzessin Jawahir  | Prinz Mohammed ⚭ Prinzessin Jawahir  |